# رانداتسو
رانداتسو (به ایتالیایی: Randazzo) یک کومونه در ایتالیا است که در استان کاتانیا واقع شده‌است.

## خواهرخوانده
شهر Monte Cerignone خواهرخواندهٔ رانداتسو هست.